# برناردینو پوچتی
برناردینو پوچتی (ایتالیایی: Bernardino Poccetti؛ ۲۶ اوت ۱۵۴۸ – ۱۰ اکتبر ۱۶۱۲) نقاش و چاپگر منریست اهل ایتالیا بود. او به‌ویژه در چاپ فلزی مهارت داشت.

## نگارخانه

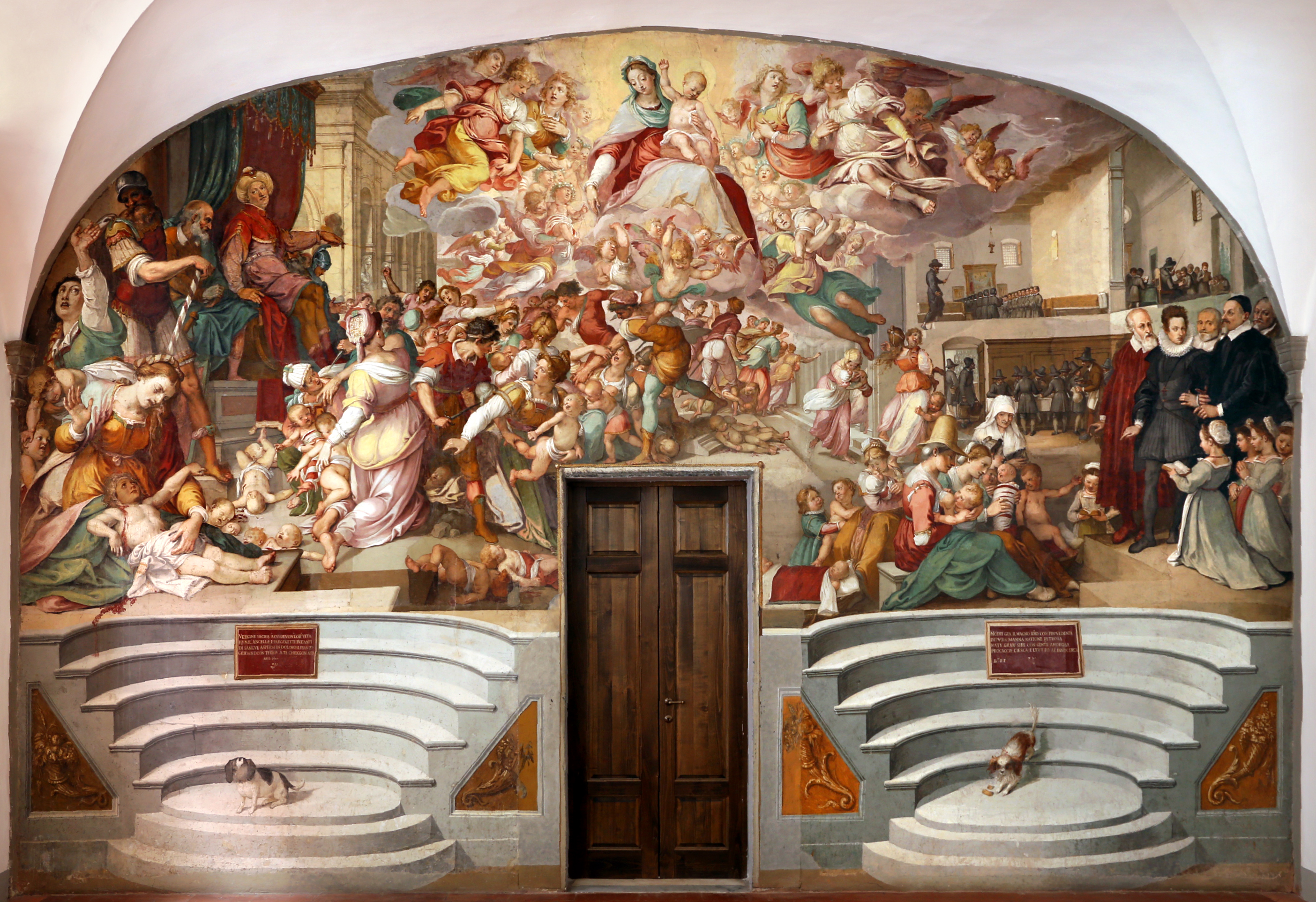
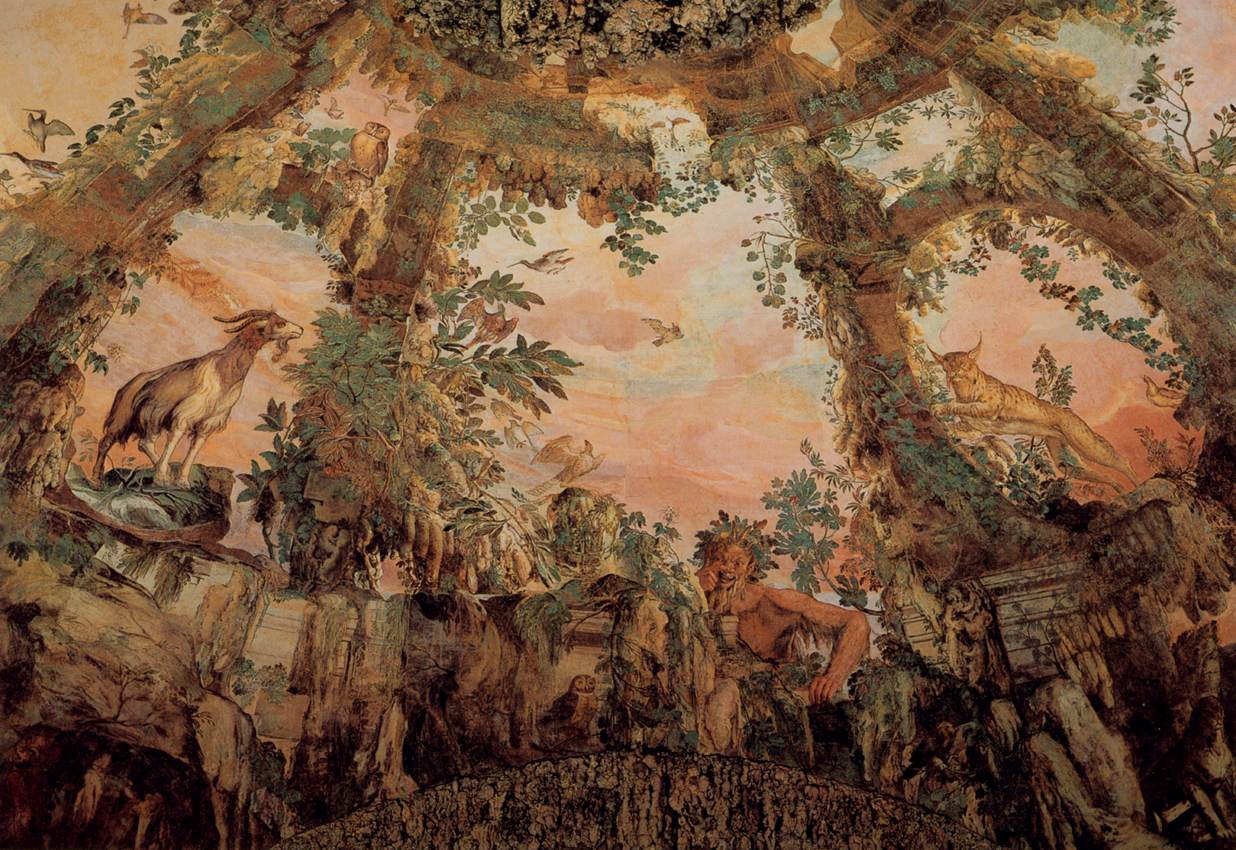
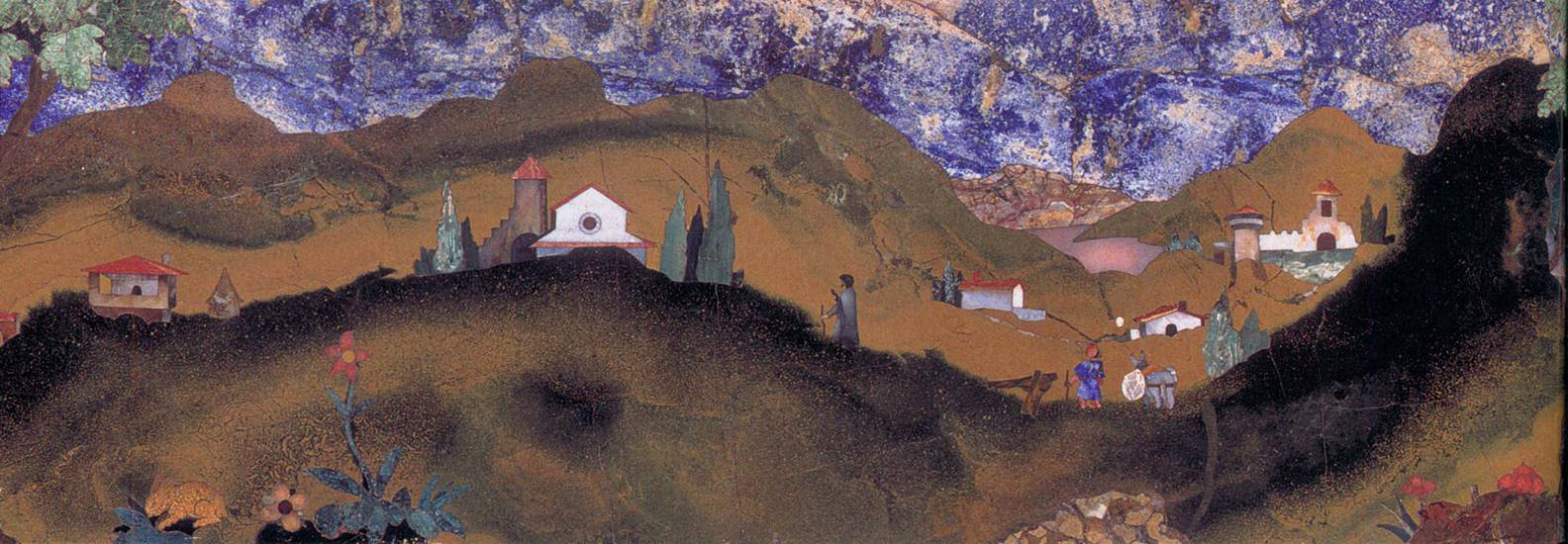
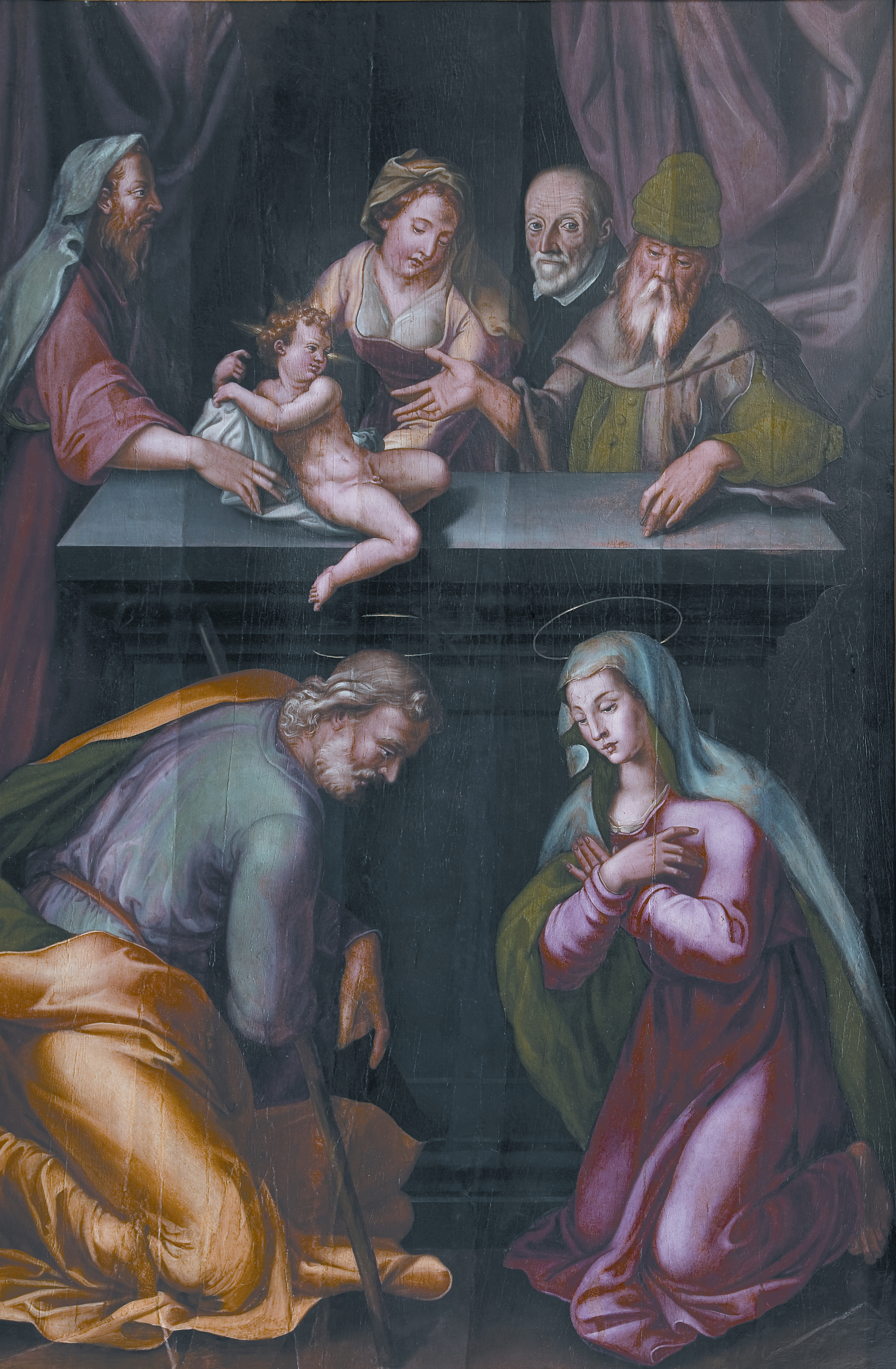
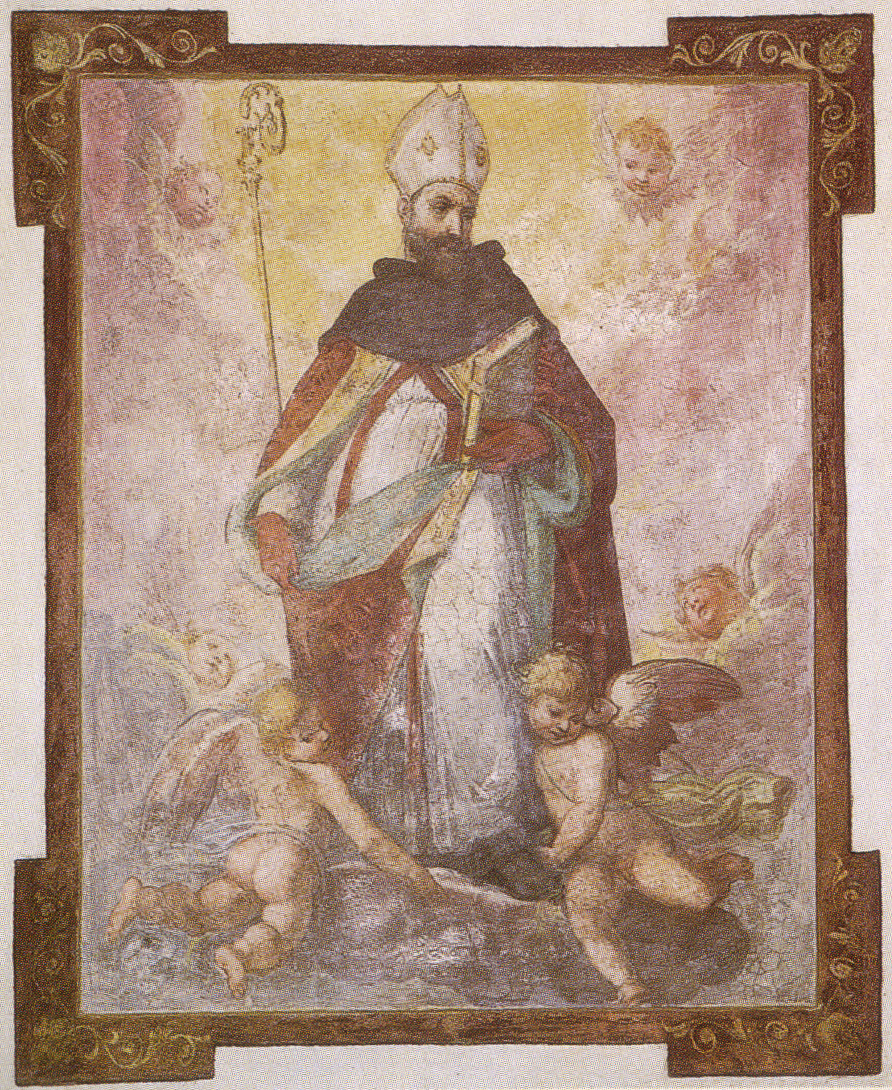
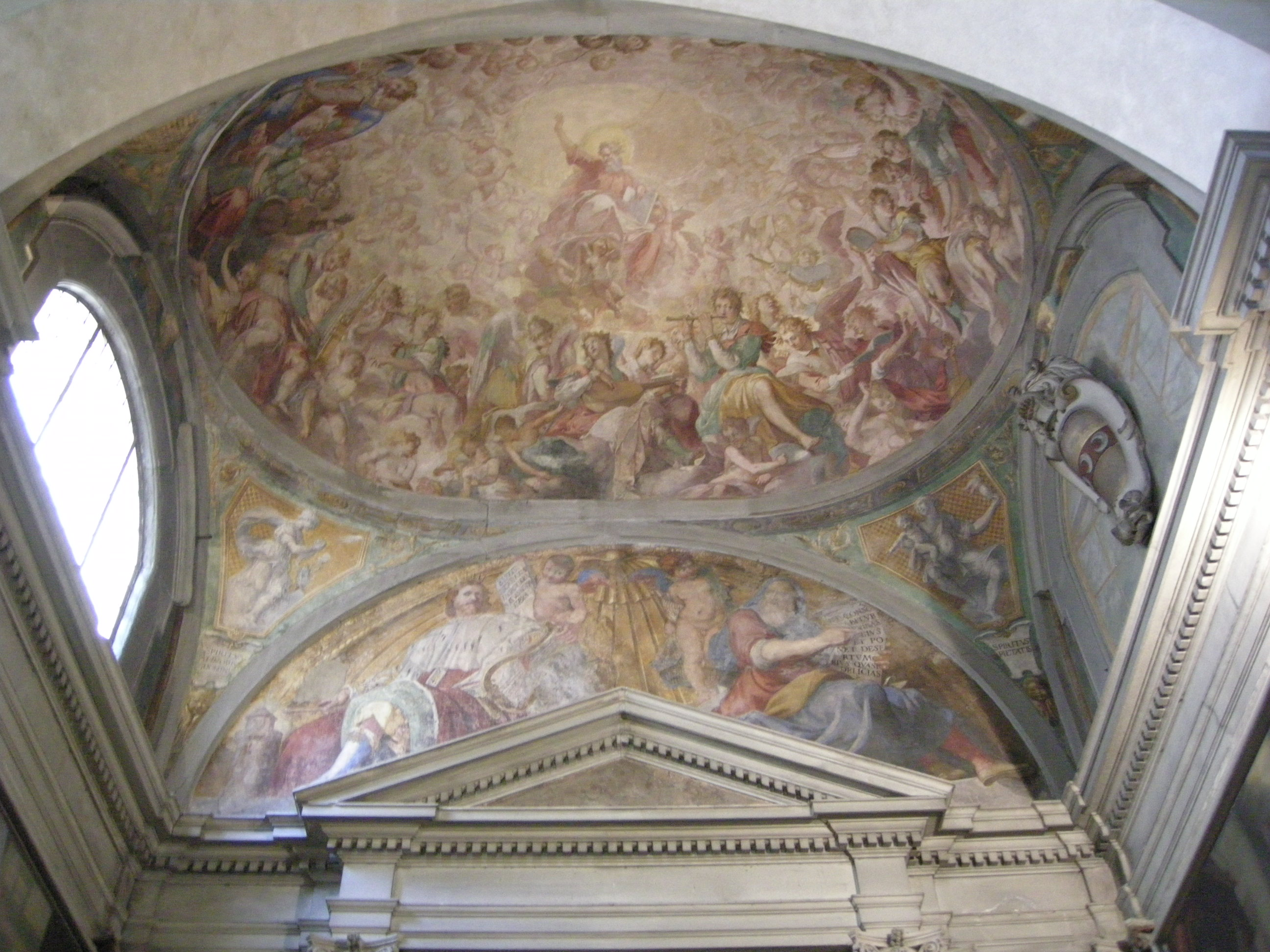
Capella Strozzi, Santa Trinita